# Diepholz
Diepholz (dolnoniem. Deefholt) – miasto powiatowe w północno-zachodniej części Niemiec, w kraju związkowym Dolna Saksonia, siedziba powiatu Diepholz. Leży pośrodku trójkąta miast: Osnabrück – Hanower – Brema. W 2023 roku miasto liczyło 17 599 mieszkańców.
Przez Diepholz przepływają cztery rzeki: Hunte, Strothe, Lohne i Grawiede. W mieście znajduje się stacja kolejowa.

## Historia
Między 1120 a 1160 rokiem wzniesiono zamek na wodzie o nazwie div-broc. W pobliżu warowni powstała również mennica. W styczniu 1380 osadzie nadano prawa miejskie. Ostatni hrabia Diepholz zmarł w 1585 roku, zamek został zniszczony podczas wojny trzydziestoletniej, a miejscowość pozbawiono praw miejskich. 25 października 1929 Diepholz ponownie stał się miastem, a trzy lata później ustanowiono je siedzibą powiatu.

## Turystyka
Jedną z najbardziej znanych i najczęściej odwiedzanych przez turystów atrakcji turystycznych Diepholz jest zamek. Diepholz słynie też z jednych z największych w Dolnej Saksonii jarmarków przed Bożym Narodzeniem (tzw. Weihnachtsmarkt)

## Rada miasta
Wynik wyborów samorządowych w 2021 r. zaowocował następującym podziałem mandatów:
- CDU: 12 miejsc
- SPD: 9 miejsc
- FDP: 4 miejsca
- GRÜNE: 4 miejsca
- AfD: 2 miejsca
- LINKE: 1 miejsce

## Motto
Diepholz ist eine starke Gemeinschaft. Farbig, fröhlich und beweglich (pol. Diepholz to silna wspólnota. Kolorowa, wesoła i ruchoma).

## Współpraca
- Starogard Gdański, Polska (akt partnerstwa między miastami został zawarty 16 maja 1998[2])
- Thouars, Francja